# 坂野鉄次郎
坂野 鉄次郎（さかの てつじろう、1873年（明治6年）11月14日 - 1952年（昭和27年）6月5日）は、日本の逓信官僚、政治家・貴族院議員（多額納税）、実業家。

## 経歴
岡山県津高郡菅野村（後の御津郡野谷村菅野、現在の岡山市北区菅野）出身。岡山県士族・坂野半四郎の長男。1898年（明治31年）、東京帝国大学法科大学政治科を卒業し、高等文官試験に合格した。
逓信省通信局に入る。1899年（明治32年）、逓信事務官に任ぜられた。大阪郵便局に転じ、監理課長を務めた。北清事変の際には野戦郵便事務視察官を務めた。1901年（明治34年）、長野郵便局長に任ぜられ、1902年（明治35年）、本省書記官となり、日露戦争の際には大本営野戦高等郵便局長を務めた。その後逓信書記官・関東都督府参事官、東京郵便局長、大阪逓信管理局長、西部逓信局長を歴任した。
1915年（大正4年）に退官した後は、大阪電灯常務取締役を務めた。その後、藤田組理事を経て、中国合同電気社長を務めた。
県下の多額納税者に列し、1932年（昭和7年）9月29日、貴族院議員に選出され、1947年（昭和22年）5月2日の貴族院廃止まで在任した。
その他、山口電灯取締役、大阪亜鉛鉱業取締役、鳥取電灯社長、片上鉄道社長、大神中央土地監査役、姫路電球相談役、京都競馬倶楽部監事などを務めた。

## 人物
1928年（昭和3年）、家督を相続した。趣味は囲碁。宗教は仏教。住所は大阪市東区北新町、同市住吉区天王寺町、岡山県津高郡野谷村、岡山市富田町。

## 栄典
- 1915年（大正4年）12月28日 - 正四位[9]

## 家族・親族
坂野家
- 父・半四郎（1851年 - ?、岡山士族）[1][8]
- 母・貞（1853年 - ?、岡山、横川甚十郎の二女）[1][8]
- 姉、妹[8]
- 弟・常善（1884年 - 1971年、海軍中将）
- 妻・亀代の（1881年 - ?、岡山、高見周吉の長女）[1]
- 長男・常礼[1]（1902年 - ?、阪急バス監査役[10]、住所は兵庫県芦屋市）
  - 同妻・寿々子（1908年 - ?、兵庫、山本寿雄の長女）[6][8]
  - 同長女（八馬汽船社長八馬安二良の長男の妻）[10]
- 養子・紀美子（1909年 - ?）[1]
- 長女[8]
- 孫[8]